# Drugi gabinet Bena Chifleya
Drugi gabinet Bena Chifleya (ang. Second Chifley Ministry) – trzydziesty czwarty gabinet federalny Australii, urzędujący od 1 listopada 1946 do 19 grudnia 1949 roku. Był piątym z rzędu jednopartyjnym gabinetem tworzonym przez Australijską Partię Pracy (ALP) i zarazem ostatnim lewicowym gabinetem przed dwudziestotrzyletnią przerwą, w czasie której ALP pozostawała cały czas w opozycji.

## Okoliczności powstania i dymisji
Gabinet urzędował przez całą trzyletnią kadencję Izby Reprezentantów. Jego powstanie było konsekwencją wyborów parlamentarnych z września 1946, w których ALP obroniła pozycję partii rządzącej, zaś Ben Chifley stanowisko premiera. Zarazem polityk ten po raz pierwszy (i ostatni) uzyskał demokratyczną legitymację jako szef rządu, jako że w 1945 objął to stanowisko w środku kadencji na mocy decyzji samej partii, której członkowie wybrali go na nowego lidera w miejsce zmarłego Johna Curtina.
Kolejne wybory odbyły się w grudniu 1949 i przyniosły zwycięstwo ALP tylko w Senacie. W Izbie Reprezentantów, mającej decydujące znaczenie dla obsady stanowiska premiera, wygrała opozycyjna Koalicja, zaś jej lider, Robert Menzies, powrócił do kierowania rządem po ponad ośmioletniej przerwie i utworzył swój czwarty gabinet.

## Skład
| stanowisko                                                                    | osoba              | od               | do              |
| ----------------------------------------------------------------------------- | ------------------ | ---------------- | --------------- |
| premier                                                                       | Ben Chifley        | 1 listopada 1946 | 19 grudnia 1949 |
| minister skarbu                                                               | Ben Chifley        | 1 listopada 1946 | 19 grudnia 1949 |
| minister spraw zagranicznych                                                  | Herbert Vere Evatt | 1 listopada 1946 | 19 grudnia 1949 |
| prokurator generalny                                                          | Herbert Vere Evatt | 1 listopada 1946 | 19 grudnia 1949 |
| minister pracy i służby zasadniczej                                           | Jack Holloway      | 1 listopada 1946 | 19 grudnia 1949 |
| minister zaopatrzenia i żeglugi (od 6 kwietnia 1948 minister żeglugi i paliw) | Bill Ashley        | 1 listopada 1946 | 19 grudnia 1949 |
| minister ds. terytoriów zewnętrznych                                          | Eddie Ward         | 1 listopada 1946 | 19 grudnia 1949 |
| minister transportu                                                           | Eddie Ward         | 1 listopada 1946 | 19 grudnia 1949 |
| wiceprzewodniczący Federalnej Rady Wykonawczej                                | William Scully     | 1 listopada 1946 | 19 grudnia 1949 |
| minister kierujący Radą Badań Naukowych i Przemysłowych                       | John Dedman        | 1 listopada 1946 | 19 grudnia 1949 |
| minister ds. powojennej odbudowy                                              | John Dedman        | 1 listopada 1946 | 19 grudnia 1949 |
| minister obrony                                                               | John Dedman        | 1 listopada 1946 | 19 grudnia 1949 |
| minister lotnictwa cywilnego                                                  | Arthur Drakeford   | 1 listopada 1946 | 19 grudnia 1949 |
| minister sił powietrznych                                                     | Arthur Drakeford   | 1 listopada 1946 | 19 grudnia 1949 |
| minister poczty                                                               | Don Cameron        | 1 listopada 1946 | 19 grudnia 1949 |
| minister imigracji                                                            | Arthur Calwell     | 1 listopada 1946 | 19 grudnia 1949 |
| minister informacji                                                           | Arthur Calwell     | 1 listopada 1946 | 19 grudnia 1949 |
| minister spraw wewnętrznych                                                   | Herbert Johnson    | 1 listopada 1946 | 19 grudnia 1949 |
| minister służb społecznych                                                    | Nick McKenna       | 1 listopada 1946 | 19 grudnia 1949 |
| minister zdrowia                                                              | Nick McKenna       | 1 listopada 1946 | 19 grudnia 1949 |
| minister ds. uzbrojenia                                                       | John Armstrong     | 1 listopada 1946 | 6 kwietnia 1948 |
| minister zaopatrzenia i rozwoju                                               | John Armstrong     | 6 kwietnia 1948  | 19 grudnia 1949 |
| minister ds. repatriacji                                                      | Claude Barnard     | 1 listopada 1946 | 19 grudnia 1949 |
| minister wojsk lądowych                                                       | Cyril Chambers     | 1 listopada 1946 | 19 grudnia 1949 |
| minister handlu i ceł                                                         | Ben Courtice       | 1 listopada 1946 | 19 grudnia 1949 |
| minister robót publicznych i mieszkalnictwa                                   | Nelson Lemmon      | 1 listopada 1946 | 19 grudnia 1949 |
| minister gospodarki i rolnictwa                                               | Reg Pollard        | 1 listopada 1946 | 19 grudnia 1949 |
| minister marynarki wojennej                                                   | Bill Riordan       | 1 listopada 1946 | 19 grudnia 1949 |